# عناقية صغيرة
عناقية صغيرة  أو بنفسج أموات أو عناقية أو كميلية أو بنفسج الحرة أو قضاب صغير أو قضاب مصري أو ونكا صغيرة أو فنكا
(الاسم العلمي: Vinca minor) نبات عشبي معمر من الفصيلة الدفلية.

## الأسماء المحلية
زهرة العناق، قضاب، الونكة الصغيرة (معربة من الاسم العلمي).

## الوصف النباتي
نباتت عشبي معمر، من الفصيلة الدفلية. أغصانه زاحفة، أوراقه متقابلة بيضوية الشكل، ذات لون أخضر غامق. أزهاره طرفية ذات خمس بتلات وزرقاء اللون.

## الموطن والانتشار
ينتشر النبات في مناطق من حوض البحر الأبيض المتوسط، وأمريكا اللاتينية والشمالية، وتعد الولايات المتحدة الأولى في إنتاج الونكة، ويأتي بعدها ألمانيا وروسيا وفرنسا وسويسرا، كما تنتشر بعض من أجناسها في سورية في منطقتي جبل العرب وحوران، وتزرع كزينة في البيوت والحدائق العامة.

## المادة الفعالة
تحتوي أوراق النبات على مركب الفينكامين الذي له خواص تساعد على خفض الضغط الشرياني، وينشط انصباب الدم مما يؤدي إلى تروية الدماغ عن طريق منحه كمية وافرة من الأكسجين، تحتوي الأوراق على ماء بنسبة 5 - 10%، و مواد معدنية بنسبة 8% و بعض الأحماض العضوية.

## الاستعمال
تستعمل في الطب الشعبي كمدر للبول. تحذير: يجب استعمال النبتة بحذر، لأنها قد تسبب مرض السرطان.